# Samuel Aba av Ungern

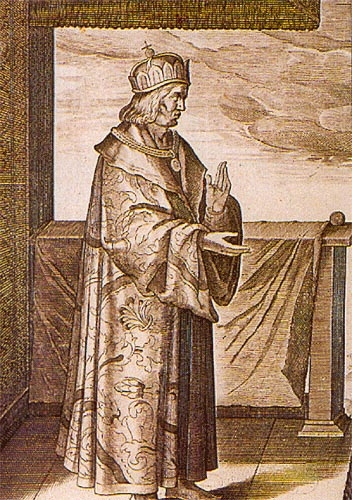
Sámuel Aba

Samuel Aba (född cirka 990, död 5 juli 1044 i Füzesabony), var en ungersk Kung vid tiden för Ungerns grundande. Han var brorson till Stefan I och ungersk kung mellan 1041 och 1044. 
Stefan I efterträddes på tronen av en annan brorson, Peter Orseolo. Peter Orseolo, som fick kunganamnet Peter I, avsattes från tronen år 1041 efter ett uppror. Orsaken till upproret var att Peter I försökte stärka sin egen kungamakt samt att han för detta sökte italienska och tyska bundsförvanter.
När Peter I avsatts gjorde Samuel Aba anspråk på tronen. Han valdes också till kung. Andra regenter välkomnade dock inte Samuels regering. Dessutom hade Peter I flytt till den tysk-romerska kejsaren, Henrik III för att erhålla hjälp, och i förbund med den tjeckiske prinsen Bretislav I anfölls Ungern 1042. Samuel blev tvungen att överlämna territorier över Leitha till Henrik.
1044 bröt kriget ut en gång till och Samuel förlorade slaget vid Ménfő den 5 juli. Hans förföljare tillfångatog honom vid Füzesabony och dödade honom.
Därefter blev Peter vasall till Henrik III, som gav Peter en vasallkrona. Den ungerska heliga kronan, som Stefan I fått från påven Sylvester II skickades tillbaka till Rom.
Samuel Aba begravdes i klostret i Abasár, vilket han tidigare hade grundat.
Familjen Abas namn bevaras i geografiska namn, till exempel i Borsod-Abaúj- Zemplén (ungerskt län) och Abasár (stad i Ungern).